# Thomas Rennell
Thomas Rennell (8 février 1754–31 mars 1840) est un homme d'église anglais, doyen de la Cathédrale de Winchester et maître du temple.

## Biographie
Il est né le 8 février 1754 à Barnack dans le Northamptonshire, où son père, Thomas Rennell (1720–1798), un prébendier de Winchester, est recteur. En 1766, Thomas est envoyé au Collège d'Eton, et de là se rend au King's College de Cambridge, où il devient boursier. C'est un étudiant assidu, et bien que, en tant qu'homme du roi, il ne puisse pas concourir pour les honneurs en mathématiques, il obtient en 1778 l'un des prix des membres pour les bacheliers pour le meilleur essai latin sur le «gouvernement». Il obtient un baccalauréat ès arts (BA) en 1777, une maîtrise ès arts (MA) par lit. rég. en 1779, et docteur en théologie (DD) en 1794.

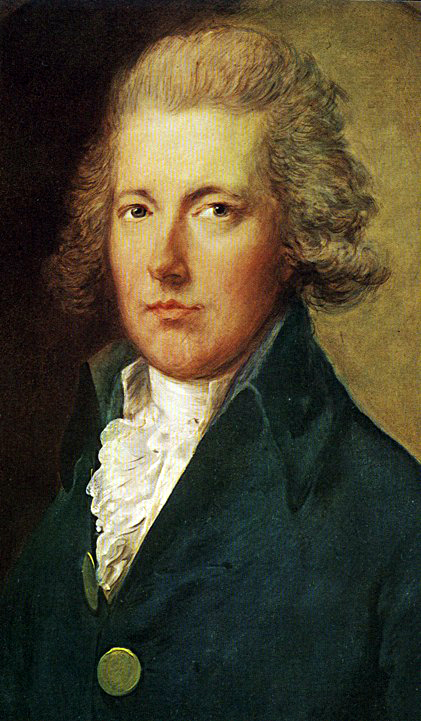
Pitt le Jeune (photo) a été impressionné par Rennell.

À Cambridge, il fait la connaissance de Thomas James Mathias et contribue aux notes de ses Pursuits of Literature (1794-7). Mathias le mentionne dans le poème, en collaboration avec les évêques Horsley et Douglas. Rennell quitte Cambridge en prenant les ordres sacrés et devient vicaire de son père à Barnack. Il consacre ses loisirs à la théologie. Son père démissionne rapidement de son poste prébendal à Winchester en sa faveur. En 1787, il prend la charge de la populeuse paroisse d'Alton. Par la suite, peut-être grâce à l'influence du marquis de Buckingham, il est présenté au presbytère de Saint-Magnus, à London Bridge. Alors qu'il étudie pour un DD à Cambridge en 1794, il prêche un sermon d'ouverture sur la Révolution française qui impressionne William Pitt le Jeune, qui l'appelle «le Démosthène de la chaire». En 1797, Pitt le presse d'accepter la maîtrise du Temple. Il démissionne de son poste prébendal l'année suivante et se consacre à son nouveau poste. Il se lie d'amitié avec les grands avocats de l'époque, tels que Eldon, Stowell, Kenyon et Erskine, et cultive la société des jeunes membres du barreau et des étudiants en droit. Encore une fois, via l'influence de Pitt, il est nommé en 1805 doyen de Winchester, et d'importantes réparations ont lieu dans le tissu de la cathédrale sous sa direction.

## Mort et héritage
À la suite d'infirmités croissantes, aggravées probablement par la mort prématurée de son fils unique, il démissionne de la maîtrise du Temple en 1827, lorsqu'il écrit une touchante lettre d'adieu aux Inns of Court au Inner Temple et Middle Temple. Il meurt au doyenné de Winchester, le 31 mars 1840, dans sa quatre-vingt-septième année. En 1786, il épouse à Winchester Sarah, fille aînée de Sir William Blackstone, le juge, dont il a un fils unique, Thomas (1787-1824).
La réputation de Rennell est élevée en tant qu'érudit et théologien. Il est longtemps un ami intime d'Henry Handley Norris et du reste des grands ecclésiastiques qui forment ce qu'on appela la phalange Hackney ou "secte Clapton". Le Dr Samuel Parr le décrit comme "le plus illustre".

## Œuvres
Il n'imprime rien d'autre qu'un volume de sermons Discours sur divers sujets (1801), dont la plupart ont été précédemment imprimés séparément. Ce sont des productions savantes, et l'écrivain fait preuve d'érudition dans les notes.